# Yajna

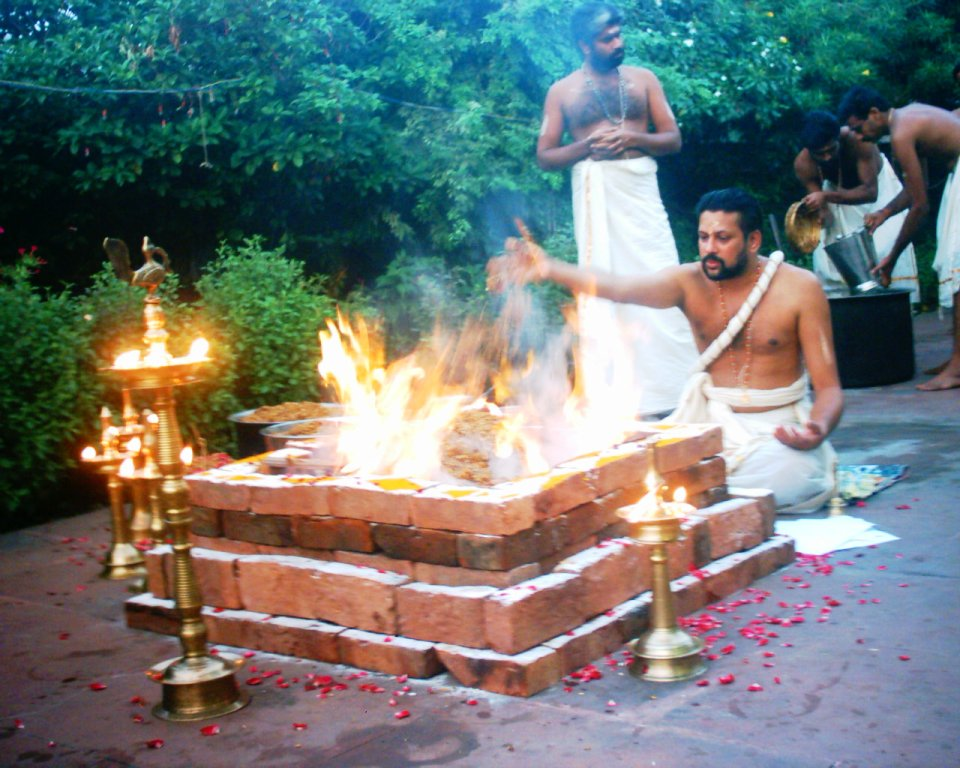
Yajna-ritueel

Een yajna (Devanagari: यज्ञ, Sanskriet: yajña) is een brahmaanse offerande. Offers zijn met voortplanting en studie van de Veda's centrale thema's van dharma voor een tweemaal-geborene (dvija). De yajna wordt altijd uitgevoerd met vuur, aanvankelijk alleen fysiek, later ook overdrachtelijk.
Yajña is opgebouwd uit de wortel yaj, wat staat voor wijden. Het is de plicht van de mensheid (manu) om te offeren en zo de goden bij te staan om sat, de ware wereld, in stand te houden. Zo droegen offers bij aan rta, de fragiele orde en harmonie van het universum, zodat de riten (sap) ook wel rtasap werden genoemd.

## Ontwikkeling
Het belang van yajna blijkt er al uit dat het oudste boek van de Veda's, de Rigveda, opent met een sloka gericht aan de vuurgod Agni, beschermgod van yajna.
Gedurende de brahmanische en aranyaka-periode nam het belang van offers verder toe. In de Brahmana's komt de theologie achter de offers tot volledige ontwikkeling en vermindert de angst voor de goden, aangezien deze door yajna's in toom gehouden kunnen worden. In de Rigveda is de schepping nog teweeg gebracht door het offeren van de oermens Purusha. In de Brahmana's is Prajapati de scheppergod en hij is tegelijk het offer zelf en degene uit wiens offer de schepping plaatsvindt. Offers zijn ook essentieel voor de goden die daarmee in de hemel terecht konden komen en onsterfelijkheid (amrta) verkregen. In hun strijd met de demonen (asura) wisten de goden te winnen door hun kennis van de offers. Hierna wilden de goden verhinderen dat mensen kennis verkregen van mantra's en offerrites en hen zo konden volgen naar de hemel. De zieners (rsi's) wisten deze kennis echter te doorgronden en deelden deze in de Veda's. Zo werden offers een manier voor de mens om onsterfelijkheid te verkrijgen en om de goden te imiteren en zo de goddelijke werelden (loka's) te verkrijgen.:37-38
Yajna's konden grote dagenlange ceremonies zijn met tot zestien verschillende priesters of ritvij die handelen in opdracht van de yajamana, de pater familias van een stam. Naarmate de rituelen uitgebreider werden, waren er meer brahmanen nodig. Ten tijde van de Rigveda waren er naast de yajamana zeven priesters. Later evolueerde dit to vier hoofdpriesters met elk drie assistenen. De hotr of roeper droeg lofverzen en hymnen voor uit de Rigveda, de udgatr of zanger liet de liederen uit de Samaveda horen, de adhvaryu of celebrant was belast met het opbouwen van onder meer het altaar en bracht de offerspreuken uit de Yajoerveda ten gehore en de brahmana of opperpriester die de magische spreuken uit de Atharvaveda liet horen, maar vooral de gehele ceremonie overzag.
Bij de inwijdingsrite diksa wordt gesteld dat men door het offer opnieuw geboren wordt. In de Jaiminiya-Brahmana wordt zelfs gesteld dat men tot dat moment ongeboren is. In het laatste offer (antyesti), dat van de crematie na de dood, wordt men opnieuw geboren en verkrijgt men Agni als vader.
Als spil van de samenleving en belangrijkste offeraar, had de koning een belangrijke taak met de koninklijke inwijding (rajasuya). Oorspronkelijk lijkt dit een jaarlijks terugkerende ceremonie te zijn geweest waarmee de wereld opnieuw geschapen moest worden.
Onder meer in de Rigveda, Vajasaneyi-Samhita en de Satapatha-Brahmana is sprake van paardenoffers (ashvamedha) en mensenoffers (purushamedha). Of er werkelijk sprake was van mensenoffers, is onderdeel geweest van uitgebreide discussies sinds Colebrooke dit in 1805 naar voren bracht en als symbolisch beschouwde. Het is dan ook niet zeker of mensenoffers ooit werkelijk zijn uitgevoerd. Naast de consumptie door de goden werd ook een deel van de offers door de priesters gegeten, wat volgens de latere Satapatha-Brahmana 13.6.2 reden zou zijn dat mensenoffers niet uitgevoerd werden, aangezien mensen geen mensen mogen eten.
In de Aitareya-Brahmana (6.8) wordt beschreven hoe de medha zich telkens na het offeren verplaatst, eerst van mens naar paard, dan naar de os, dan het schaap en via de geit uiteindelijk naar de aarde. Al deze dieren zijn daarom ongeschikt om te eten. De medha bleef het langst in de geit, zodat dit het meest geschikte dier zou zijn om te offeren. In de aarde veranderde de medha in rijst, zodat het offer purodasa wordt, rijstkoek. In de latere Vadhula-Soetra wordt verhaald over hoe deze vijf dieren vroeger geofferd werden, maar dat deze nu vervangen moeten worden door dieren gemaakt uit rijst en gerst.
Gedurende de tijd kwamen er steeds meer soorten offers die bij bepaalde gelegenheden uitgevoerd moesten worden. Deze varieerden in duur, omvang en frequentie, waarbij een belangrijk deel te kostbaar was voor de meerderheid. Dit gold niet voor het relatief eenvoudige dagelijkse vuuroffer, de agnihotra, dat daardoor tijdens de klassieke periode een belangrijke rol verkreeg. Waar de brahmanen van oudsher de uitvoerders waren en de yajamana de opdrachtgever, ontstond nu het dagelijkse offer dat niet in opdracht werd uitgevoerd, maar persoonlijk was. In de Jaiminiya-Brahmana (1.3-4) wordt het belang van de agnihotra afgeleid uit het feit dat deze voortkomt uit het duizendjarige offer van Prajapati dat de goden via een hele reeks van offers teruggebracht hadden naar tweemaal daags. Niet iedereen mag echter offeren, dit is alleen weggelegd voor de tweemaal-geborene samen met zijn vrouw.

## Mahayajna
Binnen het asrama-systeem kregen de vijf grote offers (panca mahayajna) een centrale rol. Van het gezinshoofd (grhastha), de enige die de drievoudige schuld in kan lossen en daarmee de centrale figuur in het vedische leven, wordt verwacht dat hij deze offers brengt. De vijf dagelijkse offers zijn:
- brahma-yajna, het leren en doorgeven van vedische kennis om de schuld aan de schrijvers van de Veda's (de rsi's) terug te betalen, begeleid met japa, het in zichzelf herhalen van mantra's. Dit wordt ook wel gelijkgesteld met svadhyaya, zelfstudie.
- pitr-yajna, de schuld aan de voorvaderen (pitr's) door het offeren van voedsel en drinken zoals soma
- deva-yajna, een vuuroffer of homa waarbij een klein deel van het voedsel, of in ieder geval een stokje, wordt geofferd aan het vuur, waarmee de schuld aan de goden (deva's) terug wordt betaald
- manusya-yajna, door de medemens in het algemeen en gasten in het bijzonder goed te behandelen, wordt de schuld aan de medemens ingelost
- bhuta-yajna, offeren van voedsel aan dieren

Hier is de ontwikkeling te zien dat niet alles meer een offer aan een fysiek vuur betreft, maar dat andere inspanningen overdrachtelijk als vuur worden gezien. De Shatapatha-Brahmana stelt zelfs dat de brahma-yajna waardevoller is dan de openbare rites.
Deze verschuiving van het rituele naar het spirituele is ook terug te vinden in de ontwikkeling van de oermens Purusa uit de Rigveda naar het begrip purusa dat in de samkhya-school gelijk werd gesteld Atman. Bij het dualistische samkhya staat het geestelijke passieve purusa tegenover het stoffelijke actieve prakrti.

### Drievoudige schuld
Ascetische bewegingen stonden afwijzend tegenover de brahmaanse offerrituelen en mogelijk in een reactie hierop begon de ontwikkeling van wat Malamoud de theologie van schuld noemde. De analogie tussen de vijf yajna's en de drievoudige schuld (rna-traya) is te zien in de Taittiriya Samhita waar de schuld aan de goden (deva-rna), schuld aan de rsi's (rsi-rna) en schuld aan de voorvaderen (pitr-rna) worden genoemd. In de Satapatha Brahmana wordt echter een vierde toegevoegd, de schuld van gastvrijheid aan anderen. In de Mahabharata worden afwisselend drie, vier en vijf schulden genoemd.

## Sociaal-economische context
Ten tijde van de vroege Veda's leefden de Indo-Ariërs in het vijfstromengebied Punjab rond de Indus in het noorden van Zuid-Azië. Het betrof in deze periode nog een pastorale samenleving die vooral leefde van de veeteelt. Ten tijde van de Upanishads was er sprake van een overgang van een semi-nomadische krijgerssamenleving naar een agrarische samenleving. Het gebied was ondertussen uitgebreid tot de Ganges en er ontwikkelden zich voor het eerst sinds de Indusbeschaving weer steden. In deze steden werd de onderlinge solidariteit tussen de familiebanden ten dele vervangen door een solidariteit tussen de klassen. De janapada's, kleinere stamgebieden waarin leiders voortkwamen uit stam- en familieverbanden, vormden zich tot grote (maha) gebieden, de zestien mahajanapada's, elk geleid door een koning met elk een eigen hoofdstad. Deze centralisatie ging gepaard met een toenemende handel waardoor een handelaarsklasse kon ontstaan. De verschuiving van de macht van een raad van stamhoofden naar een koning, de urbanisatie en het ontstaan van een koopmansklasse bracht een individualisering teweeg die ook gevolgen voor de religieuze beleving had. Het leven als lijden kreeg een belangrijke plaats, terwijl het polytheïsme in belang afnam.
Deze upanishadische periode liet een meer filosofische benadering zien, al bleven offers van belang in het asrama-systeem. Het brahmanisme kreeg te maken met afwijkende religies, de niet-orthodoxe scholen, de nastika's. De belangrijkste hiervan waren charvaka, het jaïnisme en het boeddhisme die dierenoffers afwezen en aan offers in het algemeen minder tot geen waarde hechtten. Het brahmanisme verdween echter niet, maar evolueerde zich tot het hindoeïsme. Vooral de mimamsa-school pleitte daarbij voor een terugkeer naar de vroege Veda's en daarmee ook naar offers, die tot op heden een belangrijke rol spelen.